# Lorrane Oliveira
Lorrane dos Santos Oliveira (Nova Iguaçu, 13 de abril de 1998) es una deportista brasileña que compite en gimnasia artística.
Ganó una medalla de plata en el Campeonato Mundial de Gimnasia Artística de 2023, en la prueba por equipos. Participó en los Juegos Olímpicos de Río de Janeiro 2016, ocupando el octavo lugar en la misma prueba.